# 王衍璞
王衍璞，山東省登州府黃縣人，清朝政治人物、同進士出身。
光緒三年（1877年），参加丁丑科殿試，登進士三甲第116名。同年五月，分部學習。